# Laguna Pujo
A  Laguna Pujo  é um lago localizado na Guatemala. Localiza-se no departamento de El Petén, Município de Flores.